# Abel Ferreira
Abel Fernando Moreira Ferreira (ur. 22 grudnia 1978 w Penafiel) – piłkarz portugalski grający na pozycji prawego obrońcy. Trener piłkarski.

## Życiorys
Karierę piłkarską Abel rozpoczął w rodzinnym Penafiel, w tamtejszym klubie FC Penafiel. W 1997 roku zadebiutował w jego barwach w drugiej lidze portugalskiej. Od sezonu 1998/1999 był jego podstawowym zawodnikiem i grał tam do 2000 roku. Wtedy też przeszedł do Vitórii Guimarães. W 2001 roku utrzymał się z tym klubem w portugalskiej Superlidze, a w kolejnych dwóch zajmował coraz wyższe lokaty – odpowiednio 9. i 4. W Vitórii grał do 2004 roku.
Kolejnym klubem Ferreiry w karierze był SC Braga. Tam, podobnie jak w Penafiel i Guimarães, grał w wyjściowym składzie. Sezon 2004/2005 zakończył z Bragą na 4. pozycji w tabeli, a jesienią zadebiutował w rozgrywkach Pucharu UEFA. Całą rundę jesienną spędził sezonu 2005/2006 w klubie z Bragi.
W styczniu 2006 Abel został wypożyczony do lizbońskiego Sportingu. 14 stycznia zadebiutował w jego barwach w lidze w wygranych 1:0 derbach z CF Os Belenenses. Ze Sportingiem wywalczył wicemistrzostwo kraju, a latem został wykupiony za 750 tysięcy euro. W 2007 i 2008 roku dwukrotnie z rzędu zostawał wicemistrzem Portugalii oraz wywalczył Puchar Portugalii. Występował także w fazie grupowej Ligi Mistrzów (zdobył m.in. gola, jesienią 2007 w wyjazdowym przegranym 1:2 meczu z Manchesterem United).
Po zakończeniu kariery piłkarskiej Ferreira rozpoczął pracę jako trener. W październiku 2020 został wykupiony z PAOK FC do brazylijskiego SE Palmeiras. Z tą drużyną zdobył swój pierwszy tytuł poza Portugalią. W meczu na stadionie Maracanã jego drużyna zdobyła Copa Libertadores.
| Sezon   | Klub        | Kraj       | Rozgrywki     | Mecze | Bramki |
| ------- | ----------- | ---------- | ------------- | ----- | ------ |
| 1997/98 | FC Penafiel | Portugalia | Liga de Honra | 7     | 1      |
| 1998/99 | FC Penafiel | Portugalia | Liga de Honra | 26    | 1      |
| 1999/00 | FC Penafiel | Portugalia | Liga de Honra | 32    | 0      |
| 2000/01 | Vitória SC  | Portugalia | Primeira Liga | 21    | 1      |
| 2001/02 | Vitória SC  | Portugalia | Primeira Liga | 27    | 0      |
| 2002/03 | Vitória SC  | Portugalia | Primeira Liga | 14    | 0      |
| 2003/04 | Vitória SC  | Portugalia | Primeira Liga | 18    | 0      |
| 2004/05 | SC Braga    | Portugalia | Primeira Liga | 32    | 0      |
| 2005/06 | SC Braga    | Portugalia | Primeira Liga | 11    | 0      |
| 2005/06 | Sporting CP | Portugalia | Primeira Liga | 16    | 0      |
| 2006/07 | Sporting CP | Portugalia | Primeira Liga | 18    | 1      |
| 2007/08 | Sporting CP | Portugalia | Primeira Liga | 28    | 0      |
| 2008/09 | Sporting CP | Portugalia | Primeira Liga | 19    | 0      |
| 2009/10 | Sporting CP | Portugalia | Primeira Liga | 18    | 0      |
| 2010/11 | Sporting CP | Portugalia | Primeira Liga | 12    | 2      |